# Palfau
Palfau är en ort i kommunen Landl i distriktet Liezen i förbundslandet Steiermark i Österrike. Palfau var tidigare en självständig kommun, men blev den 1 januari 2015 en del av kommunen Landl.